# Ernst Hanfstaengl
Ernst Franz Sedgwick Hanfstaengl (poznat i pod nadimkom Putzi) (2. veljače 1887. – 6. prosinca 1975.), američko-njemački poslovni čovjek, nacistički diplomat, blizak prijatelj i suradnik Adolfa Hitlera tijekom 20-ih i početkom 30-ih godina. 

## Mladost
Ernst Hanfstaengl je rođen u Münchenu kao sin bogatog i poznatog njemačkog izdavača Edgara Hanfstaengla i majke Katharine Wilhelmine Heine, Amerikanke; kum mu je bio vojvoda Ernst II. vladar vojvodstva Sachsen-Coburg i Gotha.  Putzijev materinji jezik bio je engleski.  1909. je diplomirao na Harvardu, a za vrijeme studentskih dana upoznao je Waltera Lippmanna i Johna Reeda.  
Uskoro je preselio u New York i preuzeo američki ogranak očevog izdavačkog posla, Franz Hanfstaengl Fine Art Publishing House.  U njujorškom Harvard klubu je upoznao Franklina i Theodora Roosevelta; među poznanicima su mu također bili William Randolph Hearst, Djuna Barnes i Charlie Chaplin.  1920. se oženio Helene Elise Adelheid Niemeyer s kojom je sljedeće godine dobio sina Egona Ludwiga (koji se kasnije prijavio u američku vojsku); kći Hertha je umrla s pet godina.

## Nacistička karijera
1922. se vratio u Njemačku; živio je u rodnoj Bavarskoj.  Na zamolbu kolege iz Harvard kluba posjetio je Hitlerov govor u jednoj minhenskoj pivnici kako bi mu pomogao u izvještaju o političkom stanju u zemlji.  Bio je zadivljen govorom i samim Hitlerom pa mu se odmah po završetku predstavio.  Uskoro je postao njegov prijatelj i sljedbenik, iako se u NSDAP formalno učlanio tek 1931. godine.  Hitler je postao i kum njegovom sinu Egonu.
Nakon sudjelovanja u neuspjelom puču 1923. skrio je ranjenog Hitlera u svojoj kući u Uffingu nedaleko od Münchena.  Navodno je njegova žena Helena spriječila očajnog Hitlera da počini samoubojstvo (većina povjesničara je sumnjičava oko Hitlerovih samoubilačkih namjera).  Tokom dvadesetih Putzi se trudio upoznati ga s minhenskim višim građanskim slojem i poboljšati sliku Nacističke stranke u javnosti.  Također je financijski pomogao izdavanje Hitlerove knjige, Mein Kampf, i službenih stranačkih novima Völkischer Beobachter.  Pisao je i marševe za Sturmabteilung.
Kao govornik engleskog jezika s dobrim vezama u Britaniji i SAD, radio je u NSDAP-u na poboljšanju slike o Hitleru u inozemstvu.  Osim toga bio je vrlo utjecajan kao Hitlerov blizak prijatelj.  Tvrdio je i da je imao ulogu u paljenju Reichstaga, 1933. Uskoro je došlo do nesuglasica između njega i ministra propagande, Josepha Goebbelsa, zbog čega je Hanfstaengl izgubio utjecaj koji je prije imao.  1936. se rastao od žene, a uskoro se pogoršao i njegov odnos s Hitlerom.  

## Raskid s nacistima
1937. Hanfstaengl je dobio naredbu da ode u Španjolsku, tada zahvaćenu građanskim ratom, radi sudjelovanja u pregovorima.  Odmah je posumnjao da se radi o planu za njegovu likvidaciju, a nakon što mu je pilot potvrdio sumnje, Putzi ga je nagovorio da mu dopusti bijeg.  Albert Speer je u svojim memoarima napisao da je misija u Španjolsku bila samo šala Hitlera i Goebbelsa kojom su željeli uplašiti Hanfstaengla i da je zrakoplov zapravo kružio iznad Njemačke te na kraju sletio u Leipzig.  Ne zna se koja je verzija priče točna.
Hanfstaengl je ipak odlučio napustiti Njemačku što je i učinio iste godine pobjegavši prvo u Švicarsku, a zatim u Englesku, gdje je početkom rata zatvoren. Kasnije je prebačen u zatvorenički logor u Kanadi, a 1942. je predan SAD-u, vjerojatno Rosseveltovom intervencijom. U Americi je sudjelovao u Rooseveltovom projektu skupljanja informacija o 400 vodećih nacista. Sam je napisao 68 stranica o Hitleru, a pomogao je i profesoru Henryju A. Murrayju i psihoanalitičaru Walteru C. Langeru koji su 1943. radili Analizu ličnosti Adolfa Hitlera za američku obavještajnu agenciju.  1944. je vraćen u Britaniju, a završetkom rata u Njemačku.  I sam je napisao nekoliko knjiga o Hitleru i svojim danima u NSDAP-u.